# Acteon exiguus
Acteon exiguus is een slakkensoort uit de familie van de Acteonidae. De wetenschappelijke naam van de soort is voor het eerst geldig gepubliceerd in 1875 door Mörch.